# Struthioniformes
Estrutioniformes (Struthioniformes) é uma ordem da classe Aves que compreende as Avestruzes e as Emas
A taxonomia de Sibley-Ahlquist propôs o seu alargamento ao conjunto de aves não voadoras, também conhecidas como ratitas e que tiveram origem no antigo continente de Gondwana, o que incluiria outras ordens como Casuariiformes Apterygiformes (quivi), e extintas, como a Aepyornithiformes (ave-elefante) e Dinornithiformes (moa), embora outras classificações mais recentes rejeitem a inclusão destes em Struthioniformes, mantendo as ordens separadas.

## Taxonomia

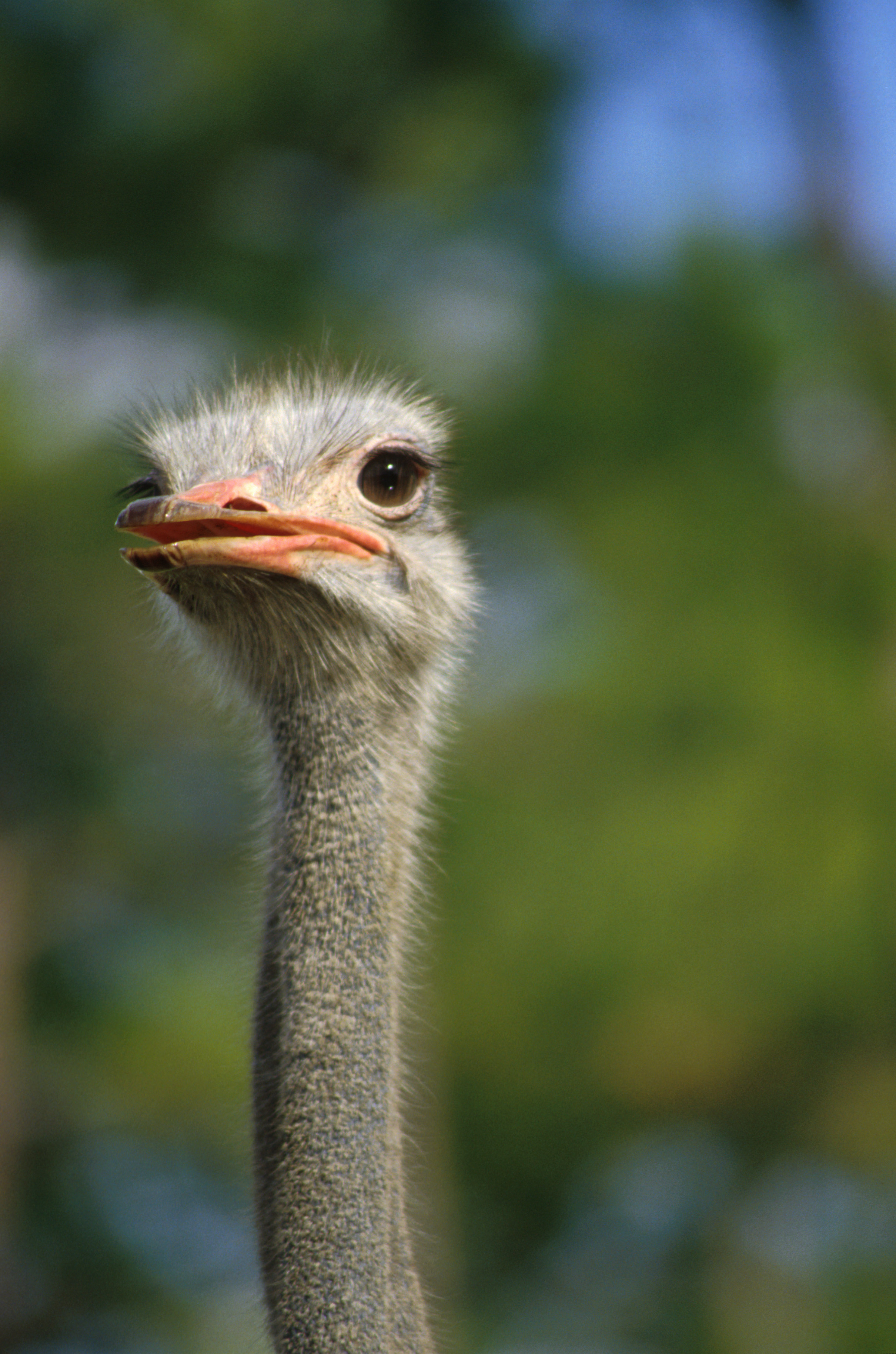
Um avestruz.

Ordem Struthioniformes Latham 1790 [Struthiones; Struthioni] (avestruzes)
- Família Struthionidae Vigors 1825 [Struthioninae 1840 emend. Bonaparte 1849; †Struthiolithidae Vjalov 1971; †Palaeotididae Houde & Haubold 1987]
  - Género ?†Palaeotis Lambrecht 1928
    - †P. weigelti Lambrecht 1928 [Palaeogrus geiseltalensis Lambrecht 1935; Ornitocnemus geiseltalensis (Lambrecht 1935) Brodkorb  1967] (Eoceno médio)

  - Género ?†Remiornis Lemoine, 1881
    - †Remiornis heberti Lemoine, 1881

  - Género?†Eremopezus Andrews, 1904
    - †Eremopezus eocaenus Andrews, 1904

  - Género †Orientornis Wang 2008
    - †O. linxiaensis (Hou et al. 2005) Wang 2008 [Struthio linxiaensis Hou et al. 2005]

  - Género Struthio Linnaeus 1758 [†Palaeostruthio Burchak-Abramovich 1953; †Struthiolithus Brandt 1873; Struthio (Pachystruthio) Kretzoi 1954a; Megaloscelornis Lydekker 1879; Autruchon Temminick 1840 fide Gray 1841 nomen nudum] (Mioceno Inferior - Recente)
    - ?†S. anderssoni Lowe 1931 [ootáxon]
    - ?†S. barbarus Arambourg 1979
    - ?†S. daberasensis Pickford, Senut & Dauphin 1995
    - ?†S. epoasticus Bonaparte
    - ?†S. kakesiensis Harrison & Msuya 2005 [ootáxon]
    - ?†S. karingarabensis Senut, Dauphin & Pickford 1998 [ootáxon]
    - †S. chersonensis Brandt 1873 [Struthiolithus chersonensis Brandt 1873 [ootaxa]; Struthio novorossicus Alekseev 1916; Struthio brachydactylus Burchak-Abramovich 1949; Palaeostruthio sternatus Burchak-Abramovich 1953; Struthio pannonicus Kretzoi 1954a; Struthiolithus alexejevi Roščin, 1962 [ootaxa]; Struthiolithus adzalycensis Roščin, 1962 [ootaxa]; Struthio orlovi Kuročkin & Lungo 1970; Struthio karatheodoris Forsyth Major 1888]
    - †S. asiaticus Brodkorb 1863 [Struthio indicus (Bidwell 1910); Struthio palaeindica Falconer 1868 nomen nudum; Megaloscelornis sivalensis Lydekker 1879] (avestruz-asiático)
    - †S. coppensi Mourer-Chauviré et al. 1996
    - †S. dmanisensis Burchak-Abramovich & Vekua 1990 (avestruz-gigante)
    - †S. mongolicus [ootáxon]
    - †S. oldawayi Lowe 1933
    - †S. transcaucasicus Burchak-Abramovich & Vekua 1971
    - †S. wimani Lowe 1931
    - S. molybdophanes Reichenow 1883 [Struthio camelus molybdophanes Reichenow 1883] (avestruz-somali)
    - S. camelus Linnaeus 1758 [Avis struthio; ?†Struthio bidactylus (Gray 1847); Autruchon bidactylus Temminick 1840 fide Gray 1841 nomen nudum; Charadrius bidactylus Gray 1847 (Levaillant's/didactyle dwarf ostrich)]
      - S. c. australis (Gurney 1868) [Struthio australis Gurney 1868; Struthio camelus meridionalis] (avestruz-sul-africano)
      - †S. c. syriacus Rothschild 1919 (avestruz-árabe)
      - S. c. camelus Linnaeus 1758 [Struthio camelus rothschildi Grant & Mackworth-Praed 1951] (avestruz-norte-africano)
      - S. c. massaicus (Neumann 1898) [Struthio massaicus Neumann 1898] (avestruz-masai)